# Offshore-Windpark Hornsea
Hornsea ist ein Offshore-Windpark in der AWZ des Vereinigten Königreiches in der Nordsee. Er besteht aus vier Teilflächen. Hornsea Project One wurde von Januar 2017 bis Oktober 2019  gebaut; seine 174 Windkraftanlagen haben zusammen eine installierte Leistung von 1.218 Megawatt (MW). 
Das Teilprojekt Project Two (siehe unten) hat eine installierte Leistung von 1.386 MW und ist bei Inbetriebnahme (August 2022) der größte Offshore-Windpark der Welt.

## Hornsea One
Der dänische Energiekonzern Ørsted (2002 bis 2017 DONG Energy) hat das Teilprojekt Hornsea Project One entwickelt und realisiert. Der Windpark hat 174 Windkraftanlagen des Typs Siemens Gamesa SWT-7.0-154; diese haben zusammen eine Nennleistung von 1.218 MW. Die Kosten wurden auf 2,65 Milliarden Euro prognostiziert. Der Strike Price des Differenzvertrags belief sich auf £140/MWh. Im Herbst 2018 verkaufte Ørsted 50 % des in Bau befindlichen Windparks für 4,46 Mrd. GBP (ca. 5 Mrd. Euro) an Global Infrastructure Partners (GIP), den größten Infrastrukturfonds der Welt. Die Fläche, die 120 Kilometer vor Englands Ostküste liegt, ist 407 km² groß. Ørsted bekam im Februar 2015 von der britischen Regierung die Rechte für das Projekt. Im November 2016 wurde bekannt, dass die EEW Special Pipe Constructions 116 Monopiles für den Windpark liefert. Am EEW-Standort Rostock wurden dafür von März 2017 bis April 2018 insgesamt 91.800 Tonnen Stahl verarbeitet.

### Bau
Im Januar 2018 wurde das erste Fundament für Hornsea One installiert; im Oktober 2018 waren 87 Monopiles und damit die Hälfte der Gründungen installiert. 
Das Errichterschiff Bold Tern (von Fred. Olsen & Co.) installierte 91 Windkraftanlagen (WKA) und das Errichterschiff Sea Challenger (von A2SEA) installierte die übrigen 83. Die beiden Errichterschiffe sind baugleich; die erste WKA ging im Februar 2019 und die letzte im Oktober 2019. Seit Ende 2019 ist der Windpark vollständig in Betrieb.

## Hornsea Two
Hornsea Project Two wurde auf einer Fläche von 480 km² etwa 90 Kilometer vor der Küste von Yorkshire errichtet. 165 Turbinen vom Typ Siemens Gamesa SG 8.0-167 DD haben eine Nennleistung von insgesamt 1.386 MW. Ørsted gewann die Ausschreibung und entwickelte das Projekt.
Die Wassertiefe beträgt dort 30 bis 40 Meter. Die Strommenge versorgt rechnerisch 1,6 Mio. Haushalte mit Strom.
Die durch Contract for Difference-Ausschreibung gesicherte Strompreis beträgt 57,50 Pfund Sterling pro MWh. Der niedrige Gebots- und Zuschlagswert resultiert aus dem Skaleneffekt der Windpark-Größe. Die finale Investitionsentscheidung für das Projekt wurde am 11. September 2017 getroffen. Als Basishafen dient das Buss-Terminal der Buss Energy Group im niederländischen Eemshaven.
Die Monopiles stammen wiederum von EEW Special Pipe Constructions aus Rostock. Die Bauarbeiten im Baufeld begannen im Spätsommer 2019. Seit März 2020 wurden die Fundamente im Baufeld gesetzt. Im November 2021 waren 100 Anlagen errichtet. 
Im März 2022 holte Ørsted weitere Investoren in das Projekt und verkaufte die Hälfte der Anteile an ein Konsortium aus AXA IM Alts und Crédit Agricole Assurances.
Die Inbetriebnahme der letzten Anlagen erfolgte im August 2022. Der Windpark war zu diesem Zeitpunkt der größte weltweit.

## Hornsea Three
Das Teilgebiet Hornsea Project Three wurde im Juli 2022 für 2852 Megawatt (aus 231 WKA) mit 37,35 £ pro Megawattstunde bezuschlagt. Über einen Differenzkontrakt wird die Einspeisevergütung dem Betreiber für 15 Jahre staatlich zugesichert (Barwert von 2012). Der Windpark könnte 2027 in Betrieb gehen. Der Strom wird in Hochspannungs-Gleichstrom-Übertragung an Land transportiert. Hitachi Energy und Aibel wurden mit dem Bau des Systems inklusive Umspannplattform beauftragt. Im Dezember 2023 hat Ørsted die endgültige Investitionsentscheidung getroffen. Die erwarteten Kosten liegen bei 70 bis 75 Milliarden dänischen Kronen oder etwa 10 Mrd. Euro.

## Hornsea Four
Ørsted, der weltweit größte Entwickler von Offshore-Windparks, gab am 7. Mai 2025 bekannt, die Arbeiten an seinem Projekt Hornsea four vorerst zu stoppen. Ørsted nannte ungünstige makroökonomische Entwicklungen, Lieferkettenprobleme und Kosten als Gründe.